# تختگاه صورت خانم
تختگاه صورت خانم ، روستایی است از توابع بخش گهواره و در شهرستان دالاهو استان کرمانشاه ایران.

## جمعیت
این روستا در دهستان گورانی قرار داشته و بر اساس سرشماری سال ۱۳۸۵ جمعیت آن (۲۵خانوار) ۹۲نفر
بوده است.